# Ida Arenhold

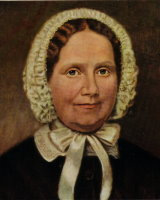
Ida Arenhold (um 1840).

Ida Arenhold (* 11. Oktober 1798 in Herzberg am Harz; † 24. September 1863 in Hannover) war die (Mitbe-)gründerin und erste Vorsteherin des Krankenhauses Friederikenstift in Hannover.

## Leben
Ida Arenhold war die älteste Tochter von acht Kindern des Hofbeamten Wilhelm Arenhold (1768–1849) und seiner Frau Ilse Leßmann. Ein Jahr nach ihrer Geburt zog die Familie nach Hannover, wohin ihr Vater versetzt wurde. Im Jahr 1822 starb ihre Mutter nach langer Krankheit, und Ida führte nun den großen Haushalt ihres Vaters.

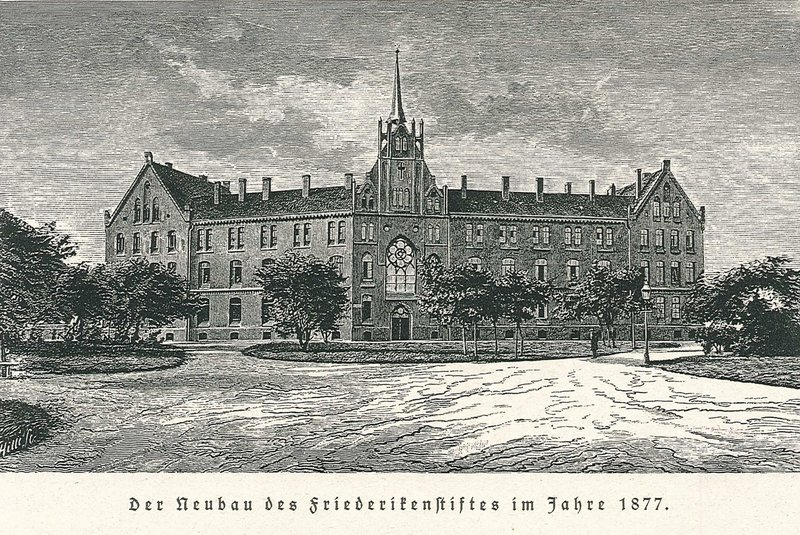
Das alte Friederikenstift mit der Kirche im Zentrum, 1877;
Kupferstich mit der Künstlersignatur v. Hille sc

Nach dem Vorbild von Amalie Sieveking entstand in Hannover der erste „Frauenverein für Armen- und Krankenpflege“. Ida Arenhold war Initiatorin und erste Vorsitzende von 1840 bis 1863. Die Vereinsarbeit wurde durch Spenden finanziert. König Ernst August I. war begeistert von dieser Initiative und schenkte dem Verein den „Weisshaarschen Hof“ in der Calenberger Neustadt (der am 7. August 1843 als Vereinslokal und Spital geweiht wurde. Arenhold war Mitbegründerin und erste Vorsteherin). Die Um- und Ausbauarbeiten wurden nach den Plänen des Architekten und Hofbaumeisters Georg Ludwig Friedrich Laves auf Kosten des Königs durchgeführt. Am 23. Mai 1844 weihte der König das Krankenhaus auf den Namen Friederikenstift; die Namensgebung geschah im Gedenken an seine verstorbene Ehefrau, Königin Friederike von Hannover.
Ida Arenhold, die nie verheiratet war, starb mit 64 Jahren als erste Vorsteherin im Friederikenstift und wurde auf dem Gartenfriedhof in Hannover bestattet.

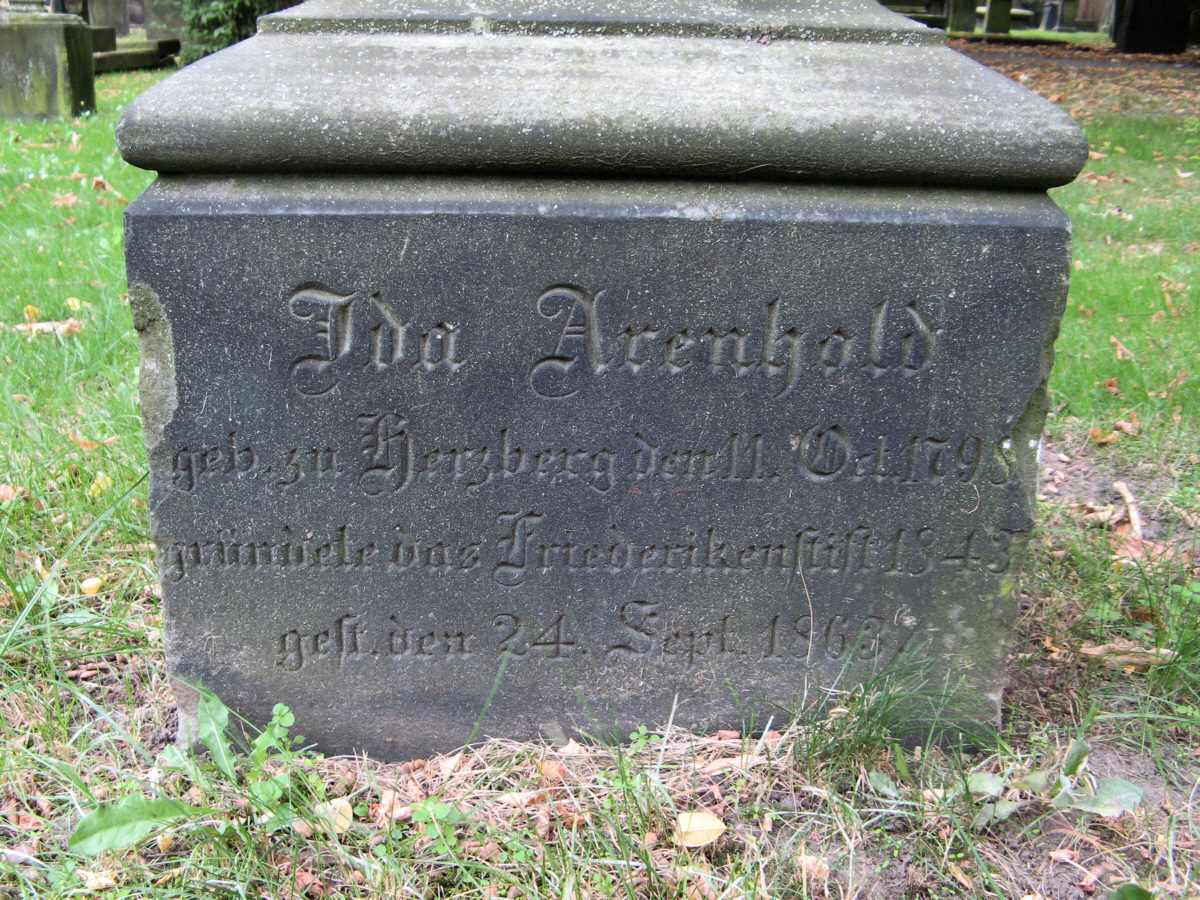
Grabmal von Ida Arenhold auf dem Gartenfriedhof, Hannover

## Ehrungen
- Ida Arenholds steinernes Grabkreuz auf dem Gartenfriedhof wurde mehrfach erneuert.[2]
- 2003 wurde die Ida-Arenhold-Brücke über die Ihme nach der Mitbegründerin des Friederikenstifts benannt.[2]